# Daitó-rjú aiki-džúdžucu
Daitó-rjú aiki-džúdžucu (japonsky 大東流合気柔術), anglickým přepisem Daito-ryu Aikijujutsu, je jedna z nejstarších japonských korjú, starých škol bojových umění, předávána v rodině Takeda, které se stalo široce známým na počátku 20. století zásluhou mistra Sókaku Takedy. S. Takeda se extenzivně trénoval v mnoha bojových uměních (mezi nimi Kašima Šinden džikišinkage-rjú (鹿島神傳直心影流) a sumó (相撲)). Svůj styl nazval daitó-rjú (大東流, v překladu Velký východní styl/škola). Ačkoliv tradice školy prohlašují, že styl má několikasetletou tradici, neexistují záznamy/svědectví o škole (rjú - 流) před S. Takedou. Ačkoliv je pokládán za obnovitele školy, prokazatelná historie Daitó-rjú začíná u něj.
Pravděpodobná historie
Jinak školu pravděpodobně založil (základy) císař Keiko. Jako ucelený styl ho později založil Minamoto Jošimicu. Škola se poté začalo předávat po 24 generací až k Takeda Nobutorovi. V jeho době se škola rozdělila na Hlavní linii Takeda-rjú (Takeda Kozonosuke Nobutomo), Šingen-rjú (Takeda Šingen/Harunobu) a právě Daito-rjú (Takeda Kunicugu). Linie Daito-rjú se poté rozdělila na dvě linie Hlavní linie Daito-rjú a Aizu Takeda, které poté sjednotil Takeda Sokaku. Mezi nejznámější žáky školy patří Morihei Uešiba. Daitó-rjú aiki-džúdžucu vyučuje úplnému bojovému umění, které zahrnuje údery, kopy, škrcení, hody, páky, techniky na zemi, tlaky na vitální body a techniky se zbraněmi, které se dříve učili samurajové. Je také potomkem (nebo odnoží) Takeda-rjú.

## Historie

### Legendy o původu

#### Jamato Takeru no Mikoto
Jamato Takeru no Mikoto (82-113) je považován za praotce (Taiso) Daito-rjú. V jeho době se tak umění ještě nejmenovalo. V roce 97, za vlády císaře Keikó, došlo ke vzpouře muže jménem Kumaso. Jamato Takeru, následník trůnu císaře, proto dostal rozkaz zahájit trestnou výpravu. Cestou (trestnou výpravu) prošel očistným obřadem u vodopádu Kamijo. Dal nohy na dno vodopádu, otevřel ruce, naplnil se silou ducha a shromáždil všechnu sílu těla do konečků svých prstů. Tváří v tvář obloze několikrát plácl nahoru, načež sklonil ruce a provedl několik silných úderů paží. Poté, co princ tento čin vykonal, rozhodl se zaútočit na Kumasoa. V přestrojení za ženu se vkradl do nepřátelského tábora a vystopoval jejich vůdce, který v tu dobu spal. Když se na něj chystal zaútočit, princ otevřel náruč, naplnil se duchovní silou a shodil vůdce Kumasa dolů, poté, co mu vytrhl meč. Tato technika natahování paží a klanění byla počátkem Aiki. Princ poté pilně studoval a prohlásil, že je schopen chránit palác Takeda no Kimi no Mikoto. Oba (Jamato Takeru a císař Keikó) jsou tedy patrony této školy.

#### Sadazumi a Minamoto no Cunemoto
Další zmínky můžeme nalézt v devátém století (850-880). Princ Teidžin Sadazumi Fudžiwara vyvinul metodu, jak v boji zatlačit holýma rukama do otvorů v brnění samurajů nebo udeřit do špatně chráněných míst. Jeho syn Cunemoto tento systém rozšířil a kladl zvláštní důraz na nalezení správné vzdálenosti (Ma-Ai) k nepříteli, což bylo rozhodující v soubojích proti různým zbraním. 

#### Minamoto Jošimicu
Další informace jsou Minamoto Jošimicuovi. Šinra Saburo Minamoto no Jošimicu prováděl pečlivé anatomické studie na bojištích a popravištích. Pitval mrtvá těla a pravděpodobně testoval údery, držení, kloubové zámky a tlakové body na zločincích, kteří měli být popraveni a válečných obětí.   Také se říká se, že velkou část svých techniky aikidžudžucu vymyslel poté, co pozoroval pavouka dovedně lapajícího velký hmyz do své jemné sítě. 

### Historie
Založil ji v roce 1087 Šinra Saburó alias Minamoto no Jošimicu (1045–1127), samuraj z klanu Minamoto, konkrétně z jeho nejmocnější větve Seiwa Gendži (potomci císaře Seiwy). Jošimicu v dětství pobýval v paláci, zvaném Daitó (大東) v provincii Ómi, podle kterého byla nazvána škola Daitó-rjú. Dle počáteční historie daitó-rjú, Jošimicu pitval těla mužů zabitých v bitvách a tím studoval možné účinky úderů na akupresurní body (kjúšodžucu) a pak na jejich tělech. Kvůli válečnému stavu při válce Gosannen se stal Jošimicu pánem provincie Kai, kde se také usadil. Jošimicův pravnuk Nobujoši posléze převzal příjmení Takeda a techniky vytvořené Jošimicuem byly v tajnosti předávány po generace v klanu Takeda z otce na syna po staletí až do 19. století, kdy Sókaku Takeda (1859 - 1943) začal učit veřejnost.

### Linie soke
TAKEDA-RJÚ
1. soke Takeda Kaja Jošikijo
2. soke Takeda Kurogenta Kijomicu
3. soke Takeda Taro Nobujoši
4. soke Takeda Goro Nobumicu
5. soke Takeda Kotaro Nobumasa
6. soke Takeda Nobutoki
7. soke Takeda Nobunaga
8. soke Takeda Masacuna
9. soke Takeda Nobuje
10. soke Takeda Tokicuna
11. soke Takeda Jaroku Nobumune
12. soke Takeda Nobutake
13. soke Takeda Gjobudaju Nobunari
14. soke Takeda Udžinobu
15. soke Takeda Šurinosuke Nobuharu
16. soke Takeda Motonobu
17. soke Takeda Taro Nobumicu
18. soke Takeda Taro Nobušige
19. soke Takeda Jasaburo Nobumori
20. soke Takeda Nobusuke
21. soke Takeda Motocune
22. soke Takeda Nobumasa
23. soke Takeda Goro Nobucuna
24. soke Takeda Nobutora

DAITO-RJÚ
1. soke Takeda Kunicugu

###### Hlavní linie Daito-rjú
1. soke Takeda Kunicugu
2. soke Hošina Masajuki (dříve Hošina Masamicu)
3. soke Hošina Masacune
4. soke Macudaira Masajoši
5. soke Macudaira Jošizumi
6. soke Macudaira Jošičika
7. soke Macudaira Jošitaka
8. soke Macudaira Jošijasu
9. soke Hošina Čikanori (rodné jméno: Saigo Tanamo)
10. soke Takeda Sokaku
11. soke Takeda Tokimune
12. Takeda Masanobu

###### Rod Aizu Takeda
1. soke Takeda Kunicugu
2. soke Takeda Čikara
3. soke Takeda Nobucugu
4-6 žádné informace
7. soke Takeda Soemon
8. soke Takeda Sokiči
9. soke Takeda Sokaku
10. soke Takeda Tokimune
11. Takeda Masanobu

## Techniky
Běžně se říká že v Daito-rjú je 2884, ale jejich kombinováním se dá získat více než 10 000 technik a každá odnož Daito-rjú je má trochu jiné (tedy je jich více). Zde jsou napsány pouze ty které jsou systematizovány do systému přenosu, který je v Daito-rjú aikidžudžucu jedinečný. V zásadě je třeba k tomu, aby někdo mohl získat Menkyo Kaiden (plné zvládnutí umění) se naučit základy aplikované na 118 technikách zvaných Šoden, rozdělených do 7 skupin.
Rozdělení:
|   | Úroveň                                              | Počet technik |
| - | --------------------------------------------------- | ------------- |
| 1 | skrytého mokuroku (tajný přenosový svitek)          | 118           |
| 2 | aiki no džucu (omote 表 a ura 裏 *)                 | 53            |
| 3 | skryté ogi (omote 表 a ura 裏 *)                    | 36            |
| 4 | Gošin jo no te                                      | 84            |
| 5 | Kaišaku Soden                                       | 477           |
| 6 | Mistrovská licence (Menkyo Kaiden/Kaiden no koto)** | 88            |

* Techniky zvané Omote (表) (viditelné) jsou techniky, které se učí všichni studenti Daito-rjú a takovéto techniky lze předvést veřejnosti (ukázka = enbutaikai/embukai). Techniky zvané Ura (裏) (skryté/tajemství) jsou techniky, které se učí pouze pokročilí studenti a není dovoleno je předvádět veřejnosti.  (neplést s omote a ura v aikidu kde je myšlen prostor před a za útočníkem např. technika Ikkyo Omote a Ikkyo Ura.)
** Licence plného přenosu.
Někdy ale bývá doplňováno několik dalších kategoriích:
|   | Úroveň                                            | Počet technik |
| - | ------------------------------------------------- | ------------- |
| 1 | skrytého mokuroku (tajný přenosový svitek)        | 118           |
| 2 | aiki no džucu (omote 表 a ura 裏)                 | 53            |
| 3 | skryté ogi (omote 表 a ura 裏)                    | 36            |
| 4 | Daito-rjú aiki nito-rjú hiden                     |               |
| 5 | Gošin jo no te                                    | 84            |
| 6 | Kaišaku Soden                                     | 477           |
| 7 | Seito Soden (Seito soden no kato)                 | 123           |
| 8 | Mistrovská licence (Menkyo Kaiden/Kaiden no koto) | 88            |

Shrnutí základních technik je:
| Waza     | Idori居捕           | Hanzahantači 半座半立 | Tačiai 立           | Uširodori 後捕         | Jonkadžo 四箇          |
| Ikkadžo  | Ippondori 一本捕    | Hanminage 半身投      | Ippondori 一本捕    | Tateeridori立襟捕      | Uragote 裏小手         |
| 一ケ条   | Gjakuutedori 逆腕捕 | Uraotoši 裏落         | Gjakuutedori 逆腕捕 | Rjokatahineri 両肩捻   | Učigote 内小手         |
|          | Kurumadaoši 車倒    | Izori 居反            | Kurumadaoši 車倒    | Rjouhidžigaeši 両引返  | Kakaekubi 抱頸         |
|          | Kotegaeši 小手返    | Kataotoši 肩落        | Kotegaeši 小手返    | Kataotoši 肩落         | Temakurazume 手枕詰    |
|          | Karaminage 絡投     | Iriminage 入身投      | Karaminage 絡投     | Dakidžimedori 抱捕     | Wakidoriura 脇捕裏     |
|          | Dakidžime 抱絞      |                       | Oraotoši オラ落     |                        | Wakidoriomote 脇捕表   |
|          | Šimekaeši 絞返      |                       | Obiotoši 帯落       |                        | Iričigai 入違          |
|          | Hidžigaeši 肘返     |                       | Košiguruma 腰車     |                        | Tacumaki 竜巻=         |
|          | Nukitedori 抜手踊   |                       | Kirikaeši 切返      |                        | Izori 居反             |
|          | Hizadžime 膝締      |                       | Šihonage 四方投     |                        | Uraotoši 裏落          |
| Nikadžo  | Gjakudasuki 逆襷    | Šutozume 手刀詰       | Gjakudasuki 逆襷    | Cukitaoši 突落         | Senrjú 潜龍            |
| 二か条   | Kotegaeši 小手返    | Kotegaeši 小手返      | Kotegaeši 小手返    | Sukuinage 掬投         | Wakizumeotoši 脇詰落   |
|          | Hidžikudžiki 肘挫   | Hidžikudžiki 肘挫     | Seoinage 背負       | Hidžikudžiki 肘挫      | Kasuminage 霞投        |
|          | Gjakugote 逆小手    | Susodori 裾捕         | Susobarai 裾払      | Gjakugote 逆小手       | Hadakadžime 裸締       |
|          | Šutozume 手刀詰     | Rimizume り身詰       | Kubinage 首投       | Kubinage 首投          | Darumagaeši 達磨返     |
|          | Kubihineri 首捻     |                       | Šutozume 手刀詰     |                        |                        |
|          | Kotezume 小手詰     |                       | Hikiotoši 曳落      |                        |                        |
|          | Katahadori 片羽捕   |                       | Kataguruma 肩車     |                        |                        |
|          | Kamatezume 鎌手詰   |                       | Košiguruma 腰車     |                        |                        |
|          | Konohagaeši 木葉返  |                       | Sekudžiki 背挫      |                        |                        |
| Sankadžo | Curiotoši吊り落     | Makizume 巻詰         | Curiotoši 吊り落    | Makizumeotoši 巻込落   | Gokadžo 五箇           |
| 三か条   | Temakura            | Hidžikudžiki 肘挫     | Sotogote 外小手     | Udegaeši 腕返          | Makikomikudžiki 巻込挫 |
|          | Makizume 巻詰       | Katahagaeši片羽返     | Makizume 巻詰       | Wakigarami 腋緘        | Kobangaeši 小判返      |
|          | Sotogote 外小手     | Ašidžime 足緘         | Wakizume 腋詰       | Kiriha 切刃            | Kannukizume 関詰       |
|          | Kobušigaeši 拳返    | Wakikudžiki 脇挫      | Gansekiotoši 岩石落 | Kataudenage 肩腕投     | Enma 炎魔              |
|          | Kakaekudžiki 抱え挫 |                       | Kubiwa 首輪         |                        | Šumoku 種木            |
|          | Karamizume 絡詰     |                       | Učiudegaeši 内腕返  |                        | Takiotoši 滝落         |
|          | Kiriha 切刃         |                       | Šičiribiki 七里引   |                        |                        |
|          | Utiudegaeši 腕返    |                       | Ipponkacugi 一本掮  |                        |                        |
|          | Gassjoudori 合掌捕  |                       | Šihonage 四方投     |                        |                        |
| Ikkadžo  | Gjakuutedori 虐腕捕 | Hanminage 半身投      | Gjakuutedori 虐腕捕 | Tateeridori 立腋捕     |                        |
| 一ケ条   | Hidžikaeši 引返     | Uraotoši 裏落         | Kurumadaoši 車倒    | Rjokatahineri 両肩捻り | Bodori 棒捕            |
| Uragata  | Kurumadaoši 車倒    | Izori 居反り          | Ippondori 一本捕    | Rjohidžigaeši 両肘返   | Tankendori 旦剣捕      |
| 漢字     | Šimekaeši 絞め返    | Iriminage 入身投      | Košiguruma 腰車     | Dakidžimedori 抱絞捕   | Tačidori 立ち捕        |
|          | Karaminage 絡投     | Kataotoši 肩落        | Karaminage 絡投     | Kataotoši 肩落         | Kasadori笠取           |
|          | Dakidžime 抱き抱    |                       | Obiotoši 帯落       |                        | Taninzudori 動画捕     |
|          | Kotegaeši 小手返    |                       | Kotegaeši 小手返    |                        | Emonodori 衣紋捕       |
|          | Nukitedori 貫手捕   |                       | Kirikaeši 切返し    |                        |                        |
|          | Hizadžime 膝締      |                       | Šihonage 四方投     |                        |                        |
| Nikadžo  | Gjakudasuki 逆襷    | Irimizume 入身        | Gjakudasuki 逆襷    | Tukitaoši 瀧落         | Kuden 口伝             |
| 二か条   | Kotegaeši 小手返    | Kotegaeši 小手返      | Kotegaeši 小手返    | Sukuinage 掬投         | Asagaonote 朝顔の手    |
| Uragata  | Hidžikudžiki 引挫   | Hidžikudžiki 引挫     | Kubinage 首投       | Kubinage 首投          | Takanotume             |
| 漢字     | Konohagaeši 木葉返  | Susodori 裾捕         | Susobarai 裾払      | Susodori 裾捕          | Nonakanomaku           |
|          | Šutozume 手刀詰     | Šutozume 手刀詰       | Šutozume 手刀詰     | Gjakugote 逆小手       | Kuzuši 崩し            |
|          | Kubihineri 首捻     |                       | Seoinage 背負       |                        | Rakka 落下             |
|          | Kotezume 小手詰     |                       | Hikiotoši 曳落      |                        | Nawa 縄                |
|          | Katahadori 片羽捕   |                       | Kataguruma 胸車     |                        |                        |
|          | Kamatezume 鎌手詰   |                       | Košiguruma 腰車     |                        |                        |
|          | Gjakugote 逆小手    |                       | Sekudžiki 背挫      |                        |                        |

## Nástupci škol
Z Daito-rjú vznikla bojová umění, většinou moderní bojová umění (Gendai budó):
- Aikido (Morihei Uešiba)
- Hakko-rjú (Okujama Ryhuho):[16] "škola osmi světel"[17] [18](doslovný překlad)
- Hakko Denšin-rjú[19]
- Renzoko Karate Kobudžicu-rjú[20]
- Janagi-rjú Aiki Bugei[21][22]
- Hwarangdo (zakladatel neznámý)
- Džišukan-Rjú (Šuho Sugita)[23]
- Gjokušin-rjú Džudžucu (Pravděpodobně, zakladatel neznámí)
- Fudošin-Rjú (zakladatel neznámí)[24]
- Saigo Ha Takeda-Rjú (Saigo Širo)[25]
- Saigo-ha Šukikan (Sogawa Kazuoiči)
- Senso-rjú Aiki-džudžucu[26][27]
- Kaze Araši-Rjú (Širo Našijama)[28]
- Hontai Hakkei-Rjú Aikidžudžucu[29][30]
- Joseikan Budo a Daito Aikibudo[31]